# Precis eurodoce
Precis eurodoce är en fjärilsart som beskrevs av John Obadiah Westwood 1850. Precis eurodoce ingår i släktet Precis och familjen praktfjärilar. Inga underarter finns listade i Catalogue of Life.